# Rubén Aguirre
Aguirre  Fuentes est un nom espagnol. Le premier nom de famille, en général paternel, est Aguirre ; le second, en général maternel, souvent omis, est Fuentes.
Rubén Aguirre Fuentes (né à Saltillo (État de Coahuila) le 15 juin 1934 et mort le 17 juin 2016 à Puerto Vallarta (Jalisco)) est un acteur comique mexicain qui jouait le personnage du professeur Jirafales dans la série télévisée El Chavo del Ocho créée par Chespirito. Il apparut aussi très souvent dans des épisodes de la série El Chapulin Colorado. Lorsqu'il a commencé à chercher du travail en tant qu'acteur, on lui a dit qu'à 2,01 m (6 pieds 7 pouces), il était trop grand.

## Biographie
Rubén Aguirre est né dans le quartier de Santa Anita de la ville mexicaine de Saltillo (Coahuila) et il a commencé à travailler à la télévision à Monterrey, avant de déménager vers Mexico. Il a également obtenu un diplôme d'ingénieur agronome à l'UNAM (université nationale autonome du Mexique).
Il fut engagé par Roberto Gómez Bolaños, dit Chespirito pour jouer dans un épisode de la série Los genios de la mesa cuadrada, avant de devenir un des personnages principaux des séries de Chespirito.
Il est producteur et dirige son propre cirque, avec lequel il a réalisé des tournées internationales en Amérique latine.